# Jan Vertonghen
Jan Vertonghen (født 24. april 1987 i Sint-Niklaas, Belgien) er en belgisk fodboldspiller, der spiller som forsvarsspiller hos den belgiske klub Anderlecht.
Han har tidligere bl.a. spillet for AFC Ajax i Æresdivisionen, Tottenham Hotspur i Premier league samt Benfica i Primeira Liga. Med Ajax var han i 2010 med til at sikre holdet triumf i pokalturneringen KNVB Cup, og i 2012 guld i Æresdivisionen.
Vertonghen startede inde i Champions League-finalen 2019 med Tottenham. Kampen endte dog med et 0:2 nederlag mod Liverpool.

## Landshold
Vertonghen står (pr. december 2022) noteret for 145 kampe og ni scoringer for Belgiens landshold, som han debuterede for den 21. juni 2007 i et opgør mod Portugal.

## Titler
Hollands pokalturnering
- 2010 med AFC Ajax

Æresdivisionen
- 2012 med AFC Ajax